# Januar 2023
Portal Geschichte | Portal Biografien | Aktuelle Ereignisse | Jahreskalender | Tagesartikel

◄ |
20. Jahrhundert |
21. Jahrhundert

◄ |
1990er |
2000er |
2010er |
2020er
| 2030er | 2040er

◄ |
2019 |
2020 |
2021 |
2022 |
2023
| 2024 | 2025 | 2026 | 2027 | ►

◄ |
Oktober 2022 |
November 2022 |
Dezember 2022 |
Januar 2023 |
Februar 2023 |
März 2023 |
April 2023 |
►
Dieser Artikel behandelt tagesbezogene Nachrichten und Ereignisse im Januar 2023.

## Tagesgeschehen

### Sonntag, 1. Januar 2023
- Berlin/Deutschland: Silvesterkrawalle 2022/23
- Berlin/Deutschland: Das Lieferkettensorgfaltspflichtengesetz tritt in Kraft.
- Berlin/Deutschland: Das Bürgergeld löst das umgangssprachlich „Hartz IV“ genannte Arbeitslosengeld II als staatliche Grundsicherungsleistung ab.
- Bern/Schweiz: Alain Berset tritt die Nachfolge von Ignazio Cassis als Bundespräsident an.
- Brasília/Brasilien: Luiz Inácio Lula da Silva folgt auf Jair Bolsonaro im Amt des Präsidenten.
- Canberra/Australien und Ottawa/Kanada: Die beiden Länder geben bekannt, dass sie von Reisenden aus China verlangen werden, einen negativen COVID-19-Test vorzulegen, um ab dem 5. Januar in ihre Länder einzureisen.[1][2]
- London/Vereinigtes Königreich: Der britische Arm der Klimaprotestgruppe Extinction Rebellion kündigt an, dass sie sich „vorübergehend“ von der Verwendung öffentlicher Störungen als primäre Taktik entfernen wird.[3]
- Ottawa/Kanada: Kanada erlässt als Reaktion auf eine Immobilienblase ein Gesetz, das Ausländern, mit Ausnahme von Einwanderern und ständigen Einwohnern, zwei Jahre lang verbietet, Wohngebiete im Land zu erwerben.
- Stockholm/Schweden: Schweden übernimmt im 1. Halbjahr 2023 die Ratspräsidentschaft in der EU.
- Tokyo/Japan: Japan übernimmt von Deutschland den G7-Vorsitz.
- Wien/Österreich: Nordmazedonien folgt auf Polen im Vorsitz der OSZE.
- Wien/Österreich: Franz Welser-Möst dirigiert zum dritten Mal das Neujahrskonzert der Wiener Philharmoniker.
- Zagreb/Kroatien: Einführung des Euro und Beitritt zum Schengen-Raum

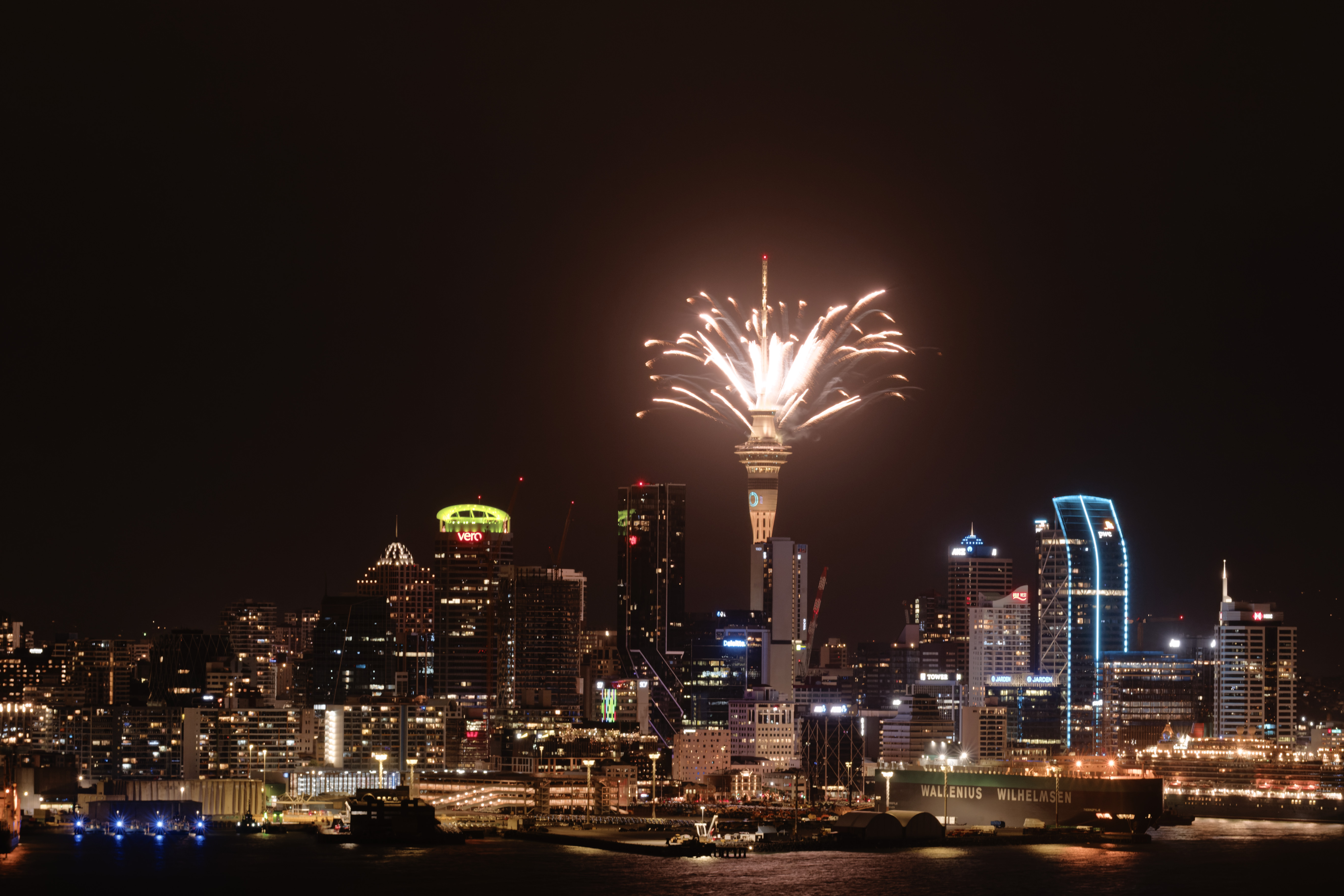
Feuerwerk in Auckland
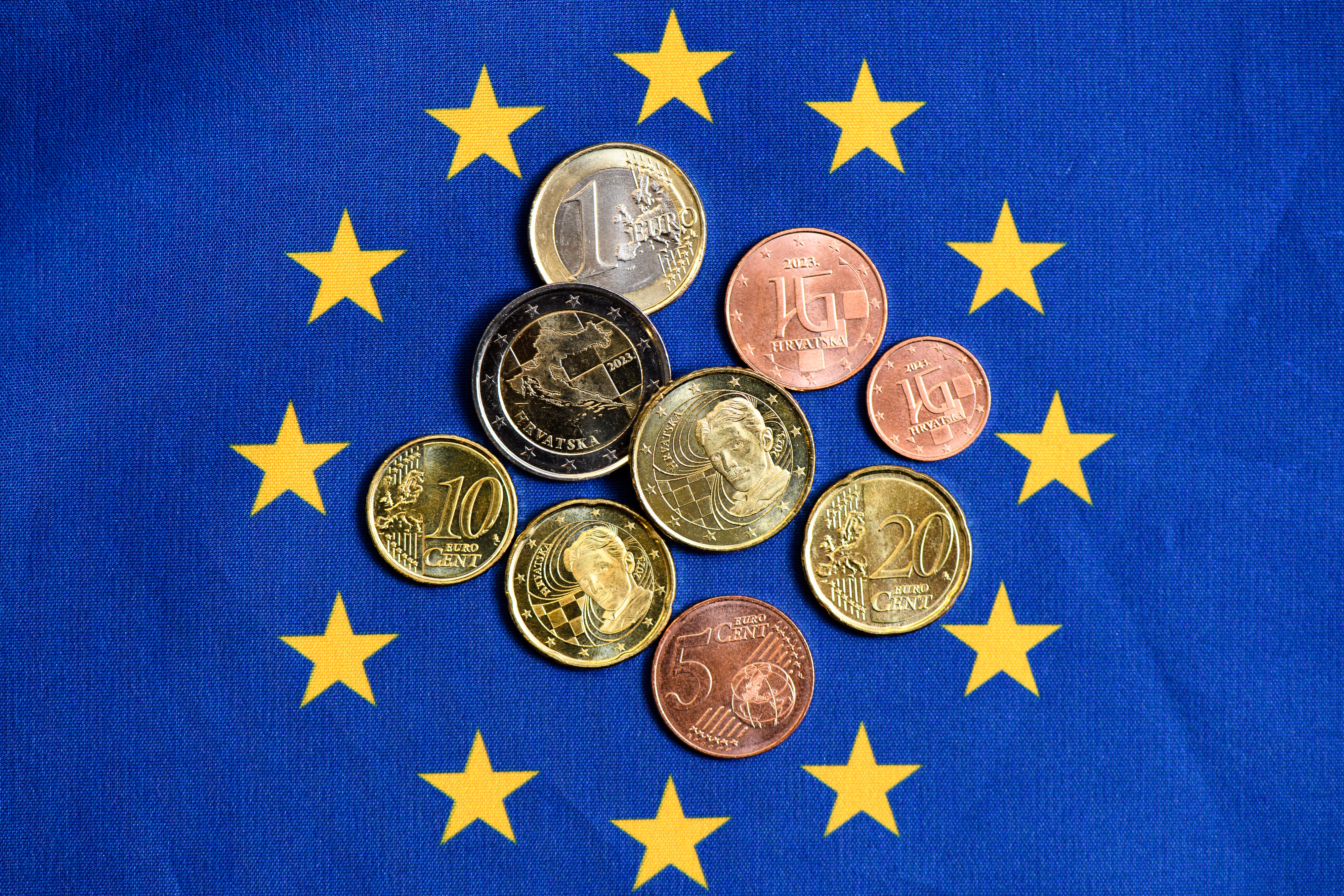
Kroatische Euro-Münzen
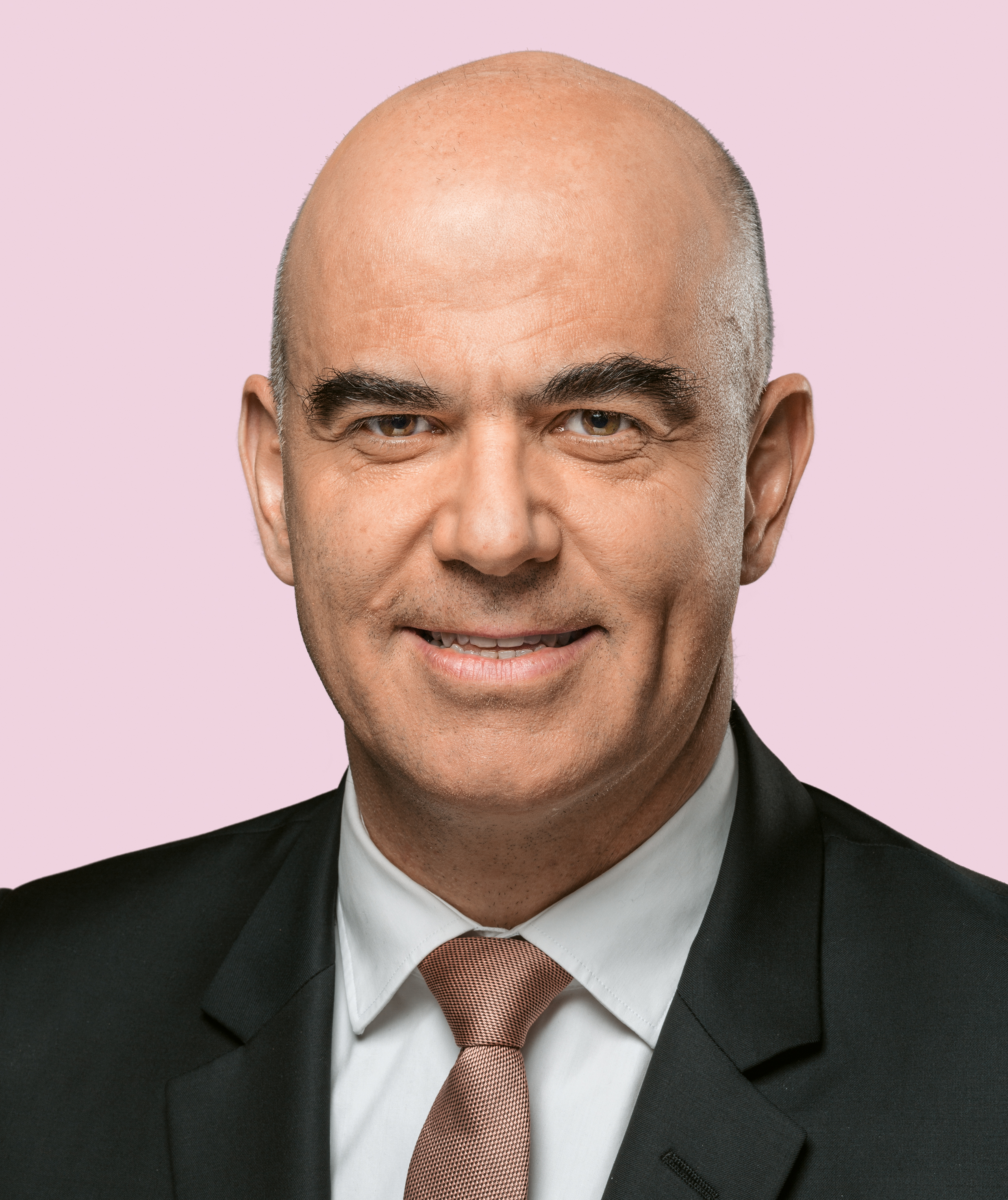
Alain Berset
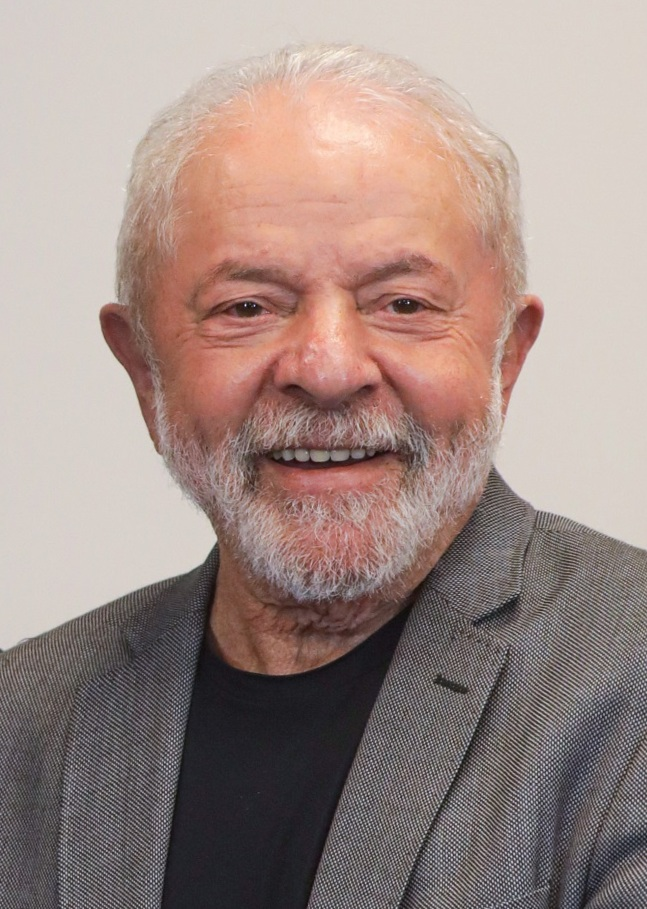
Lula da Silva

### Montag, 2. Januar 2023

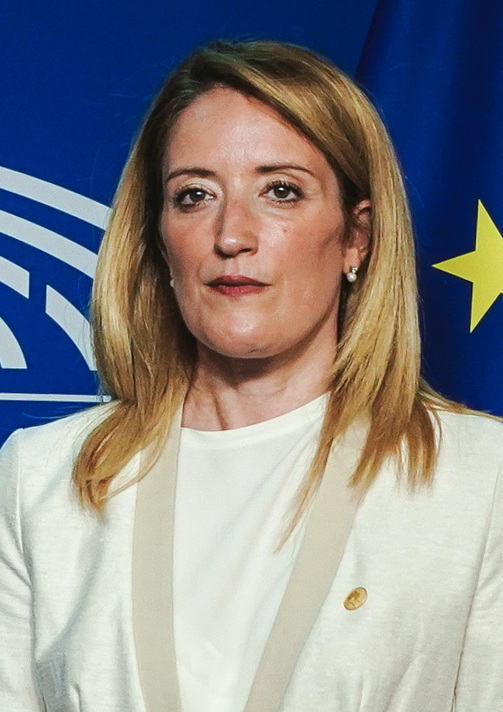
Roberta Metsola

- Neu-Delhi/Indien: Das Oberste Gericht bestätigt die Rechtmäßigkeit der Entscheidung der Regierung, alle 500- und 1.000-Rupien-Banknoten der Mahatma-Gandhi-Serie im Jahr 2016 zu demonetisieren.[4]
- Straßburg/Frankreich: Die Präsidentin des Europäischen Parlaments Roberta Metsola leitet ein formelles Verfahren ein, um zwei Abgeordneten, die angeblich in einen Skandal verwickelt sind, die parlamentarische Immunität zu entziehen.[5]

### Dienstag, 3. Januar 2023

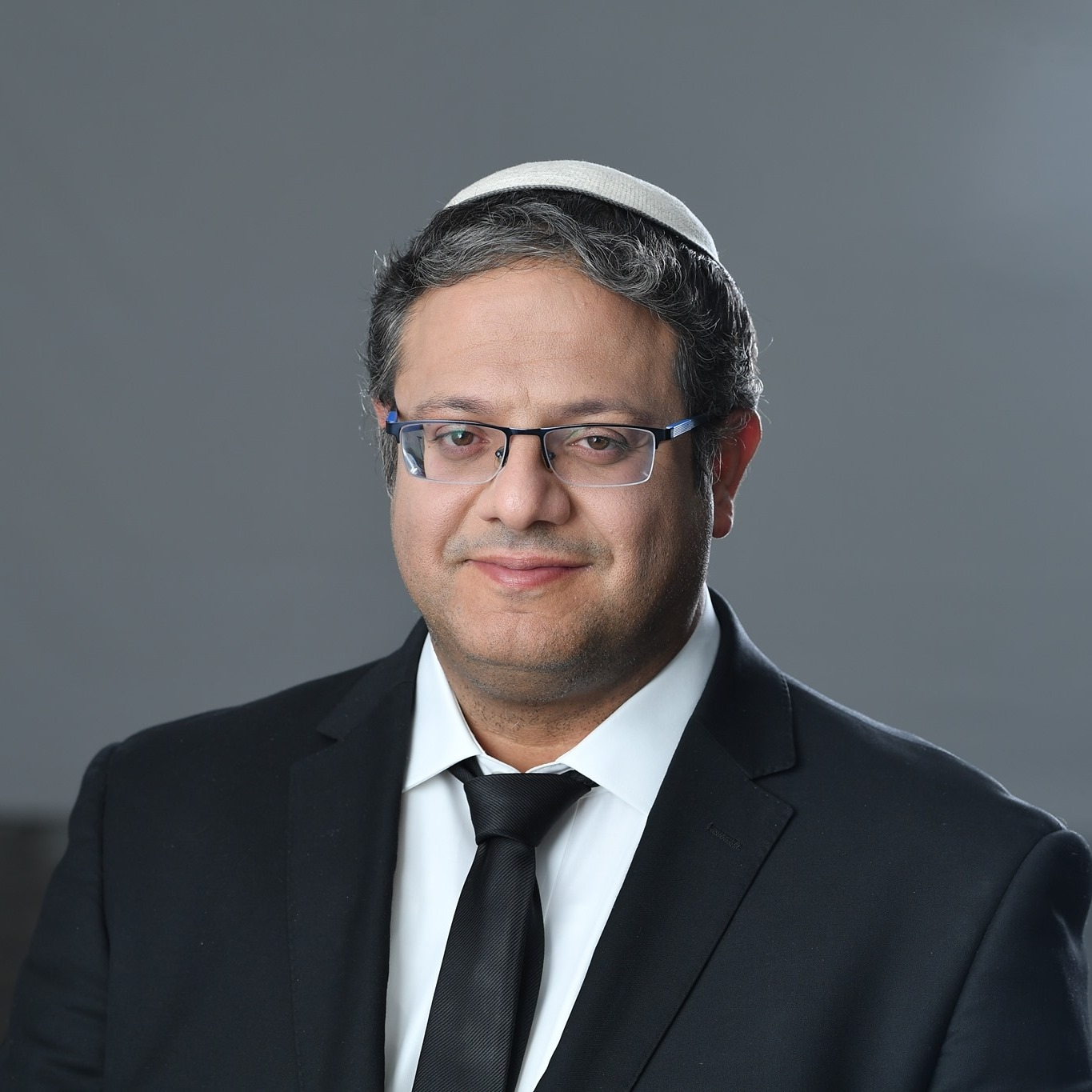
Itamar Ben-Gvir

- Jerusalem/Israel: Der Besuch des israelischen Ministers für nationale Sicherheit Itamar Ben-Gvir auf dem Tempelberg in Jerusalem löst Proteste von Palästinensern aus. Mehrerer arabischer Länder verurteilen den Besuch. Sie betrachten den gesamten Standort als Teil der Al-Aqsa-Moschee.[6]
- London/Vereinigtes Königreich: Im Alexandra Palace endet die Darts-WM, welche der Engländer Michael Smith zum ersten Mal im Finale gegen den Niederländer Michael van Gerwen für sich entscheiden konnte.
- Washington, D.C./Vereinigte Staaten: Der 118. Kongress beginnt mit der Wahl des Sprechers des Repräsentantenhauses. Zum ersten Mal seit 100 Jahren sind mehrere Wahlgänge notwendig, nachdem Kevin McCarthy, Kandidat der Republikanischen Partei, die die Mehrheit der Abgeordneten stellt, in den ersten drei Wahlgängen nicht die erforderliche Anzahl von Stimmen erhalten hat.[7]

### Donnerstag, 5. Januar 2023
- Paris/Frankreich, Washington, D.C./Vereinigte Staaten, Berlin/Deutschland: Die Regierungen von Frankreich, Vereinigte Staaten und Deutschland beschließen im russischen Überfall auf die Ukraine erstmals auch schwere Waffen an die Ukraine mit der Auslieferung von Spähpanzern und Schützenpanzern westlicher Bauart zu liefern.[8]
- Vatikanstadt: Der emeritierte Papst Benedikt XVI. wird am späten Vormittag in den Vatikanischen Grotten unterhalb des Petersdoms bestattet. Zuvor fand ab 9:30 Uhr Ortszeit ein Requiem auf dem Petersplatz statt, welches von Papst Franziskus geleitet wurde und an dem ca. 60.000 Menschen teilnahmen.

### Freitag, 6. Januar 2023
- Kabul/Afghanistan: Die Taliban und die Xinjiang Central Asia Petroleum and Gas Company of China einigen sich auf einen 25-Jahres-Vertrag, der es dem chinesischen Unternehmen erlaubt, im Amu Darya-Becken nach Öl zu bohren. Es ist Afghanistans erstes großes Energiegewinnungsabkommen mit einem ausländischen Unternehmen seit der Rückkehr der Taliban an die Macht im Jahr 2021.[9]

### Samstag, 7. Januar 2023

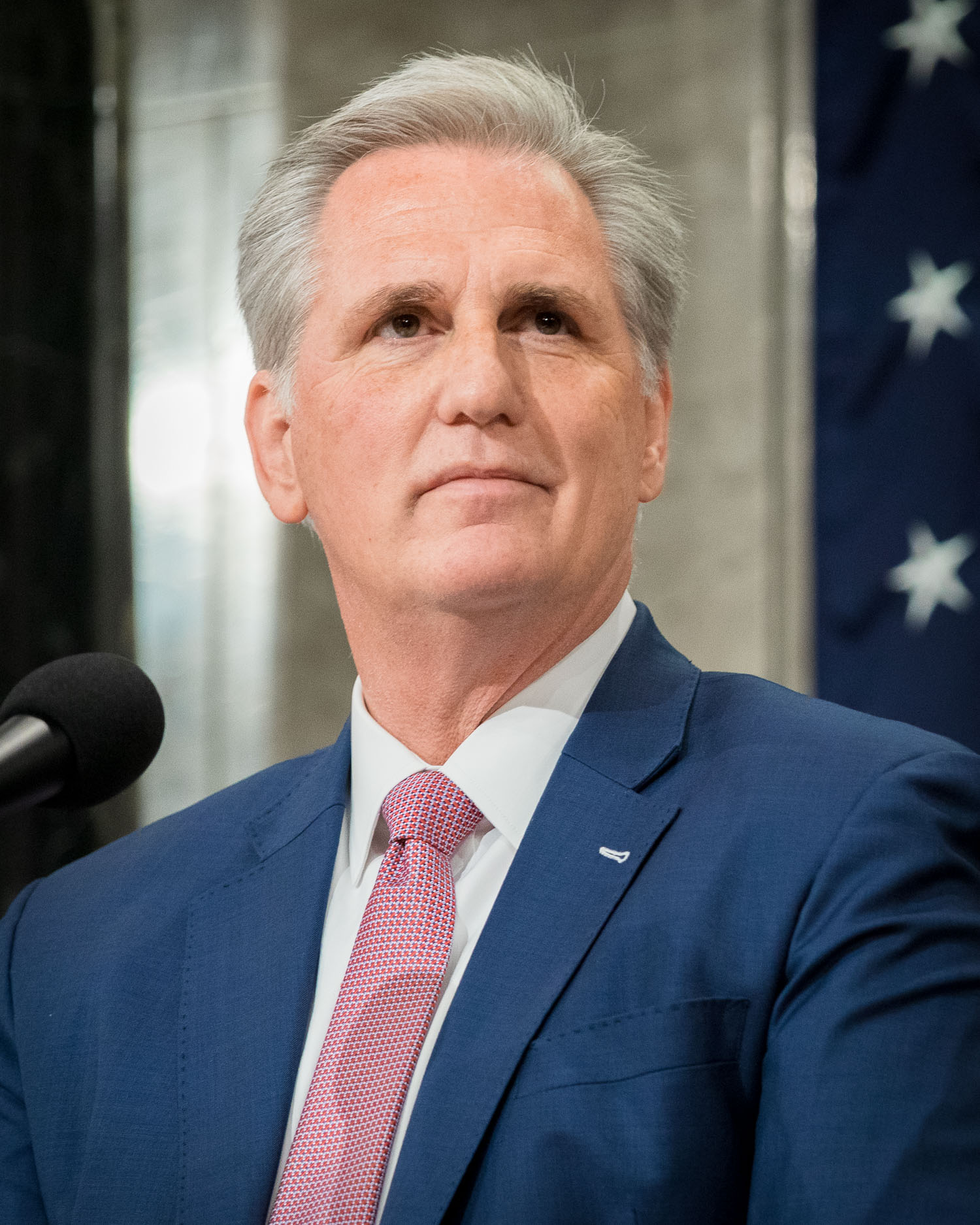
Kevin McCarthy

- Washington, D.C./Vereinigte Staaten: Der 118. Kongress wählt bei der Wahl des Sprechers des Repräsentantenhauses im 15. Wahlgang Kevin McCarthy, den Kandidaten der Republikanischen Partei, mit 216 zu 212 Stimmen (bei 6 Enthaltungen und einem vakanten Sitz) zum neuen Sprecher. Mehr Wahlgänge für die Wahl des Sprechers waren zuletzt 1859/1860 notwendig gewesen.[10]

### Sonntag, 8. Januar 2023
- Brasília/Brasilien: Anhänger des früheren Präsidenten Bolsonaro stürmen den Nationalkongress, das Oberste Bundesgericht und den Palácio do Planalto, den Regierungssitz, in Brasiliens Hauptstadt Brasília.[11]
- Porto Novo/Benin: Parlamentswahlen in Benin 2023

### Montag, 9. Januar 2023
- Libreville/Gabun: Der gabunische Präsident Ali Bongo Ondimba ernennt Alain Claude Bilie By Nze zum neuen Premierminister und Regierungschef.[12]
- Peking/China: China öffnet seine Grenzen für uneingeschränkte Reisen wieder. Damit markiert das Land die Abschaffung der letzten noch in der Nation geltenden Null-COVID-Politik.[13]
- Wien/Österreich: Der Ökologe und Biodiversitätsforscher Franz Essl wird vom Klub der Bildungs- und Wissenschaftsjournalisten als österreichischer Wissenschafter des Jahres 2022 ausgezeichnet.[14][15]

### Dienstag, 10. Januar 2023
- Manila/Philippinen: Der Oberste Gerichtshof der Philippinen annulliert das Joint Marine Seismic Undertaking-Abkommen des Landes mit den Ölkonzernen China National Offshore Oil Corporation und Petrovietnam zur Durchführung gemeinsamer Öl- und Gasexplorationsaktivitäten in der philippinischen Wirtschaftszone im Südchinesischen Meer aus dem Jahr 2005.[16]

### Mittwoch, 11. Januar 2023
- Kattowitz/Polen: Die Handball-Weltmeisterschaft der Männer 2023 beginnt.
- Lützerath/Deutschland: Die Polizei beginnt mit der Räumung des von Klimaaktivisten besetzten Dorfes Lützerath im Rheinischen Braunkohlerevier.

### Donnerstag, 12. Januar 2023
- Kiruna/Schweden: Das schwedische Bergbauunternehmen LKAB entdeckt Europas größte bekannte Lagerstätte von Metallen der Seltenen Erden in Kiruna.[17]
- Weltall: Der Komet C/2022 E3 (ZTF) erreicht im Perihel bei einem Abstand von 164 Millionen Kilometern seine größte Sonnennähe.

### Freitag, 13. Januar 2023
- Prag/Tschechien: Beginn der Präsidentschaftswahl in Tschechien 2023

### Samstag, 14. Januar 2023
- Astana/Kasachstan: Wahlen des kasachischen Senats 2023
- Benoni/Südafrika: Eröffnungsspiel des ICC U19 Women’s T20 World Cup 2023

### Sonntag, 15. Januar 2023
- Dammam/Saudi-Arabien: Die Rallye Dakar geht zu Ende.

### Montag, 16. Januar 2023
- Berlin/Deutschland: Christine Lambrecht erklärt nach anhaltender Kritik an ihrer Amtsführung ihren Rücktritt als Bundesministerin der Verteidigung.
- Davos/Schweiz: Beginn des 53. Jahrestreffens des Weltwirtschaftsforums (bis 20. Januar)

### Dienstag, 17. Januar 2023
- Peking/China: Das chinesische Statistikamt gibt offiziell bekannt, dass 2022 die Bevölkerung von China erstmals seit 1960 gesunken ist, und zwar um 850.000 Personen bzw. um 0,06 %. Die Geburtenrate fiel auf ein historisches Tief von 0,68 %, die Sterberate stieg auf 0,74 % – der höchste Wert seit 1972. Experten gehen davon aus, dass sich der Bevölkerungsrückgang in den nächsten Jahrzehnten noch deutlich beschleunigen wird.[18]

### Mittwoch, 18. Januar 2023
- Hanoi/Vietnam: Nach dem Rücktritt von Staatspräsident Nguyễn Xuân Phúc führt seine bisherige Stellvertreterin Võ Thị Ánh Xuân übergangsweise die Amtsgeschäfte.
- Ouagadougou/Burkina Faso: Die regierende Militärjunta kündigt das Abkommen, das seit 2018 die Präsenz französischer Streitkräfte zur Hilfe bei der Bekämpfung dschihadistischer Terrorgruppen regelte, und fordert die noch rund 400 stationierten Soldaten auf, binnen eines Monats das Land zu verlassen.[19]

### Donnerstag, 19. Januar 2023
- Berlin/Deutschland: Bundespräsident Frank-Walter Steinmeier ernennt Boris Pistorius zum neuen Bundesminister der Verteidigung; anschließend wird er im Bundestag vereidigt. Zugleich erhält Amtsvorgängerin Christine Lambrecht ihre Entlassungsurkunde.[20]

### Freitag, 20. Januar 2023

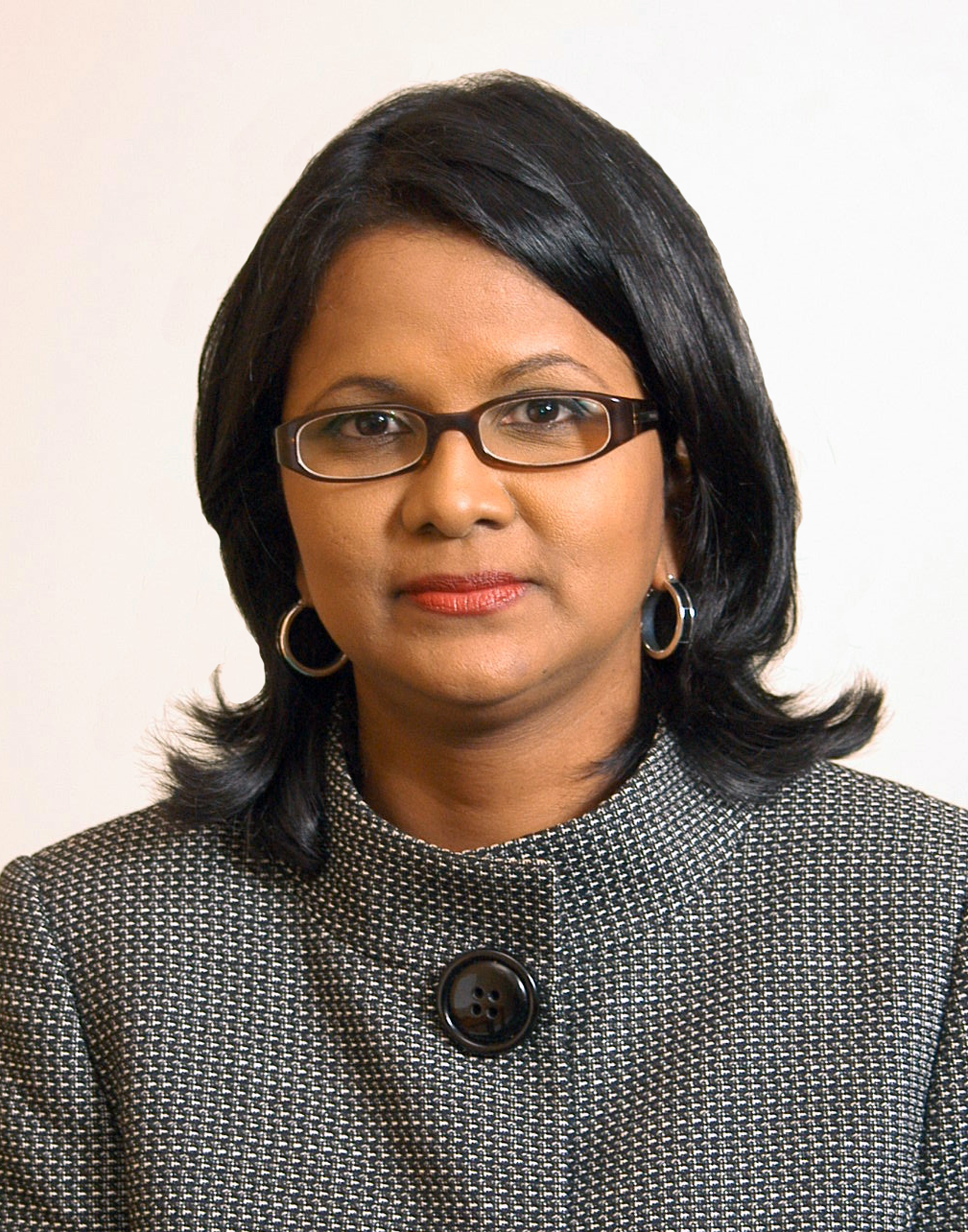
Christine Kangaloo (2008)

- Port of Spain/Trinidad und Tobago: Christine Kangaloo gewinnt die indirekten Präsidentschaftswahlen.[21]
- Tindūf/Algerien: Brahim Ghali wird beim 16. Kongress der Frente Polisario als westsaharischer Präsident wiedergewählt.[22]

### Samstag, 21. Januar 2023
- Mwanza/Tansania: Die tansanische Oppositionspartei Chadema organisiert eine politische Demonstration in Mwanza, was die erste Demonstration des Landes seit Abschaffung des siebenjährigen Verbots politischer Versammlungen durch die Präsidentin Samia Suluhu Hassan Anfang dieses Monats darstellt.[23]

### Sonntag, 22. Januar 2023

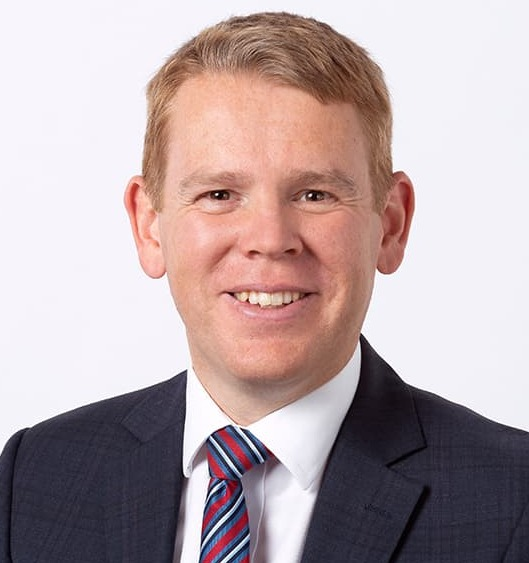
Chris Hipkins (2022)

- Wellington/Neuseeland: Die regierende Labour Party wählt den Minister für Bildung und öffentlichen Dienst, Chris Hipkins, einstimmig als Nachfolger von Jacinda Ardern als Parteivorsitzende, nachdem Ardern drei Tage zuvor zurückgetreten ist. Hipkins soll Ardern als Regierungschef nachfolgen.[24]

### Dienstag, 24. Januar 2023
- Kiew/Ukraine: Mehrere hochrangige ukrainische Beamte, darunter der stellvertretende Leiter des Büros des Präsidenten der Ukraine, Kyrylo Timoschenko, vier stellvertretende Minister und fünf Regionalgouverneure, treten zurück, da in der Ukraine eine landesweite Antikorruptionskampagne gestartet wird.[25]

### Mittwoch, 25. Januar 2023

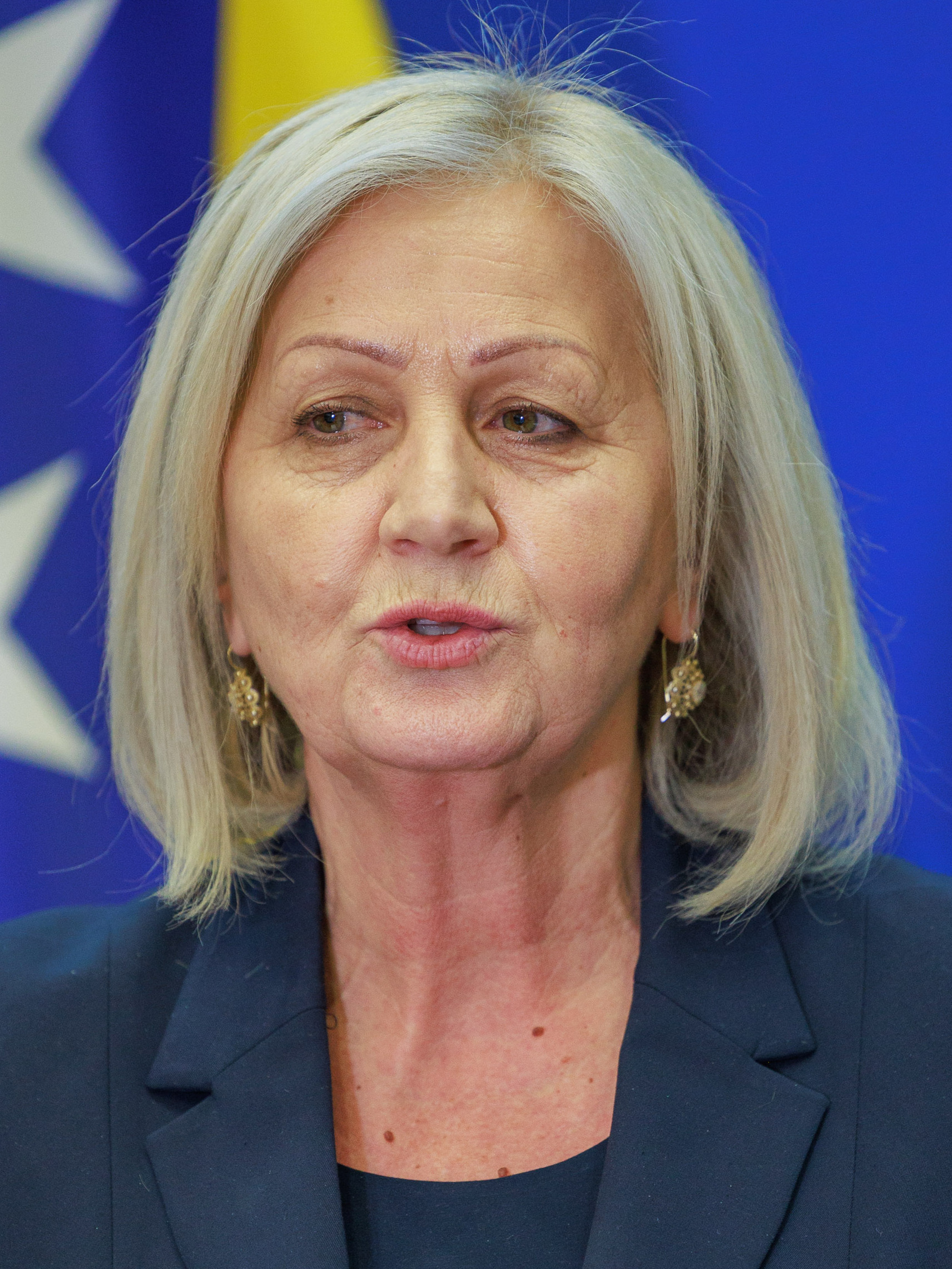
Borjana Krišto, 2023

- Sarajevo/Bosnien und Herzegowina: Borjana Krišto hat das Amt der Regierungschefin von Bosnien und Herzegowina übernommen.
- Wellington/Neuseeland: Chris Hipkins wird von der Generalgouverneurin Cindy Kiro zum 41. Premierminister ernannt.
- Brokstedt/Deutschland: Messerattacke in Brokstedt am 25. Januar 2023 mit zwei Todesopfern und fünf Verletzten.

### Donnerstag, 26. Januar 2023
- Atafu/Tokelau: Zum ersten Mal finden die allgemeinen Wahlen einheitlich auf allen drei Atollen von Tokelau, einem neuseeländischen Außengebiet, statt.[26]
- Paris/Frankreich: Das Welterbekomitee der UNESCO setzt im Eilverfahren die Altstadt der ukrainischen Hafenstadt Odessa auf seine Welterbeliste sowie zugleich auf die Liste des gefährdeten Welterbes. Auf diese Liste setzt das Komitee auch die vom einstigen Königreich Saba zeugende, sieben archäologische Bereiche umfassende Welterbestätte Landmarken des Antiken Königreichs von Saba in Ma'rib (Landmarks of the Ancient Kingdom of Saba, Marib) im heutigen Jemen sowie das von Oscar Niemeyer in den 1960er Jahren entworfene Messegelände von Tripolis im Libanon (Rachid Karami International Fair-Tripoli).[27][28][29]
- Wien/Österreich: Der im Oktober erneut gewählte Alexander Van der Bellen hat seine zweite Amtsperiode als österreichischer Bundespräsident angetreten.

### Samstag, 28. Januar 2023

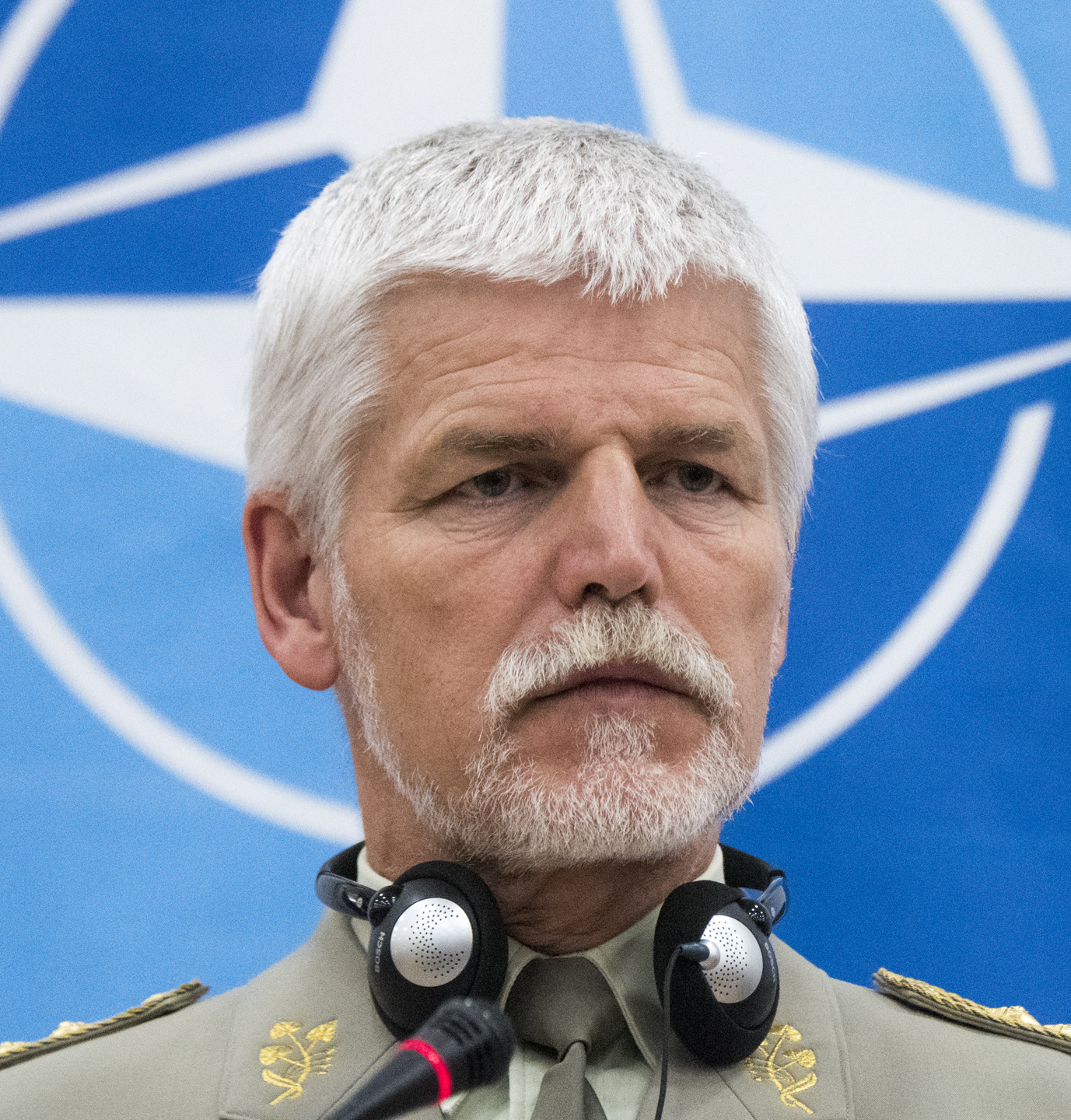
Petr Pavel bei einer NATO-Sitzung 2017

- Birmingham/Vereinigtes Königreich: Die insolvente britische Fluggesellschaft Flybe hat ihren Betrieb eingestellt.
- Prag/Tschechien: Der frühere General der tschechischen Armee und Vorsitzende des NATO-Militärausschusses Petr Pavel gewinnt die zweite Runde der Präsidentschaftswahlen.

### Sonntag, 29. Januar 2023
- Bhubaneswar/Indien: Die deutschen Hockey-Herren gewinnen das WM-Finale gegen Titelverteidiger Belgien mit 5:4 im Penaltyschießen und werden zum dritten Mal Weltmeister.
- Minden/Deutschland: Mit Ali Dogan wird im Kreis Minden-Lübbecke der erste Landrat in Deutschland mit Migrationshintergrund gewählt.
- Potchefstroom/Südafrika: Die indische Mannschaft gewinnt die erste Austragung des ICC U19 Women’s T20 World Cup.
- St. Pölten/Österreich: Bei der Landtagswahl in Niederösterreich verliert die regierende ÖVP unter Landesparteiobfrau Johanna Mikl-Leitner ihre absolute Mehrheit.
- Vaduz/Liechtenstein: Mit großer Mehrheit lehnt die Liechtensteiner Bevölkerung in einer Volksabstimmung die Vorlage zu einem Verbot von Spielbanken ab.[30]

### Montag, 30. Januar 2023
- Suva/Fidschi: Der Premierminister von Fidschi, Sitiveni Rabuka, bestätigt, dass Kiribati dem Pacific Islands Forum wieder beitreten wird, nachdem es die Organisation im vergangenen Jahr aufgrund eines Streits verlassen hatte.[31]

### Dienstag, 31. Januar 2023
- Kinshasa/Demokratische Republik Kongo: Papst Franziskus beginnt seinen ersten Besuch in der Demokratischen Republik Kongo.[32]